# Carberry House

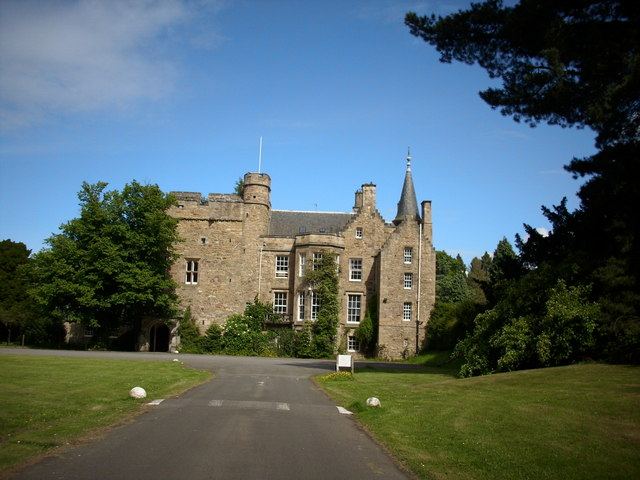
Carberry House, Escócia.

A Carberry House (ou Carberry Tower) é uma casa histórica localizada em Musselburgh, East Lothian, Escócia.
Encontra-se classificada na categoria "B" do "listed building" desde 27 de novembro de 1990.